# 4432 McGraw-Hill
4432 McGraw-Hill là một tiểu hành tinh vành đai chính với chu kỳ quỹ đạo là 1347.0198029 ngày (3.69 năm).